# Humektanty
Humektanty – substancje rozpuszczalne w wodzie, o właściwościach hydrofilowych i higroskopijnych, adsorbujące wodę oraz nawilżające; wchodzą w skład emolientów. Humektanty mają zastosowanie w produkcji żywności, kosmetologii, dermatologii jako substancje wspomagające leczenie niektórych chorób skóry. Stosowanie substancji zawierających humektanty sprzyja odbudowie napięcia skóry oraz dostarcza odpowiedni stopień jej nawilżenia, dzięki temu skóra nabiera jędrności.

## Zastosowanie we fryzjerstwie
Do grupy humektantów zalicza się m.in.:
- kwas hialuronowy[4] – chroni skórę głowy przed wyschnięciem oraz regeneruje ubytki we włóknach włosów,
- gliceryna[5] – wygładza, natłuszcza, nawilża i chroni włosy przed wysuszeniem,
- mocznik[6] – dba o skórę głowy, regeneruje, nawilża i zmiękcza włosy,
- aloes[7] – dogłębnie nawilża i dostarcza cennych minerałów, poprawia gęstość włosów,
- miód[8] – regeneruje i odżywia nawet bardzo zniszczone włosy, dostarcza im mikroelementów,
- syrop z agawy[9] – pomaga rozczesać splątane pasma, odpowiada za sprężystość, elastyczność i blask. Ma działanie podobne do miodu.
- pantenol[10] – wspiera produkcję keratyny, dyscyplinuje włosy, regeneruje oraz zapewnia ochronę podrażnionej skóry,
- sorbitol[11] – wygładza i dodaje blasku włosom,
- fruktoza[12] – uzupełnia ubytki w strukturze włosów, dobrze wiąże cząstki kreatyny,
- lecytyna[13] – pielęgnuje włosy rozjaśniane i wysuszone,
- kwas mlekowy[14] – domyka łuski włosów,
- glikol propylenowy[15] –  nawilża najgłębsze warstwy skóry oraz skutecznie pochłania wilgoć, działa wygładzająco na włosy i zapobiega puszeniu się,
- piroglutaminian sodowy (PCA)[16] – zapewnia działanie antystatyczne (przeciwdziałające puszeniu się włosów).

W przypadku niedoboru substancji nawilżających może wystąpić: wysuszenie, matowość, szorstkość, sianowatość, kruchość i łamliwość włosów. Nadmiar produktów dostarczających substancje nawilżające powoduje, że włosy pozbawione są objętości, stają się rozciągliwe i pozbawione wigoru.